# Feliks (biskup Bizancjum)
Feliks – biskup Bizancjum w latach 136–141.